# Lutherie sauvage
La lutherie sauvage est un genre de la lutherie, l'art de fabriquer des instruments de musique, mais pratiqué hors des méthodes classiques.

## Définitions
L'invention de ce terme est attribuée à Max Vandervorst qui définit lui-même de la manière suivante ...la lutherie sauvage qui consiste à créer des instruments de musique à partir d'objets non spécifiquement conçus à cet effet...
Sur le forum francophone des luthiers amateurs on peut lire : ... la lutherie sauvage est l'expression la plus primitive de la lutherie, à savoir, faire de la musique avec ce que l'on a sous la main. Certains des instruments créés par cette activité deviennent ensuite des instruments "conventionnels". On peut citer dans le domaine des percussions, les washboards ou planches à laver recyclage d'accessoires ménagers, mais aussi, plus proche de nous, le bricolage des platines Vinyles, pour faire du scratch (washboard des temps modernes ?). Dans les deux cas, ces bricolages donnent le jour à des instruments reconnus comme tels ...
On peut donc comprendre qu'il s'agit de faire des instruments de musique avec des objets d'usage commun. De par leur aspect simpliste et peu onéreux, ces instruments ont été et sont encore utilisés dans les musiques folkloriques et populaires. Ainsi, la musique cadienne a souvent utilisé contrebassine washboard et jug dans les groupes appelés Jug bands.

## Instruments
Bien que le leitmotiv des luthiers "sauvages" est de rester libre de faire tout et n'importe quoi à partir de tout et n'importe quoi, on connait pourtant un certain nombre d'instruments apparentés à la lutherie sauvage :
- le washboard ou planche à laver
- la contrebassine, connue sous le nom de washtub bass en anglais
- le ukulélé fait à base de bidon d'huile
- le cigarbox guitar/ukulélé
- le jugs (bouteille de whisky en grès)
- la scie musicale
- les cuillères, un des piliers de la musique traditionnelle québécoise

de facture plus récente :
- les flûtes et didjeridoos en pvc
- les fûts ou bidons utilisés comme percussions
- les « gasoline can guitars » comme celles utilisées depuis 1949 par le bluesman Mac Arnold